# Nick Waldron
Nick Waldron (26 de mayo de 1982 en Auckland) es un árbitro de fútbol neozelandés que dirige en la ASB Premiership y la Liga de Campeones de la OFC. Es internacional FIFA desde 2013.
Comenzó su carrera en 2007 arbitrando el encuentro entre el Waikato FC y el Waitakere United por la 2.ª fecha del Campeonato de Fútbol de Nueva Zelanda 2007/08. En 2010 se convirtió en internacional en el ámbito continental y a partir de 2013 es internacional FIFA.